# Santa Luzia-sziget
Santa Luzia (portugálul: Ilha de Santa Luzia) elnéptelenedett sziget a Zöld-foki Köztársaságban. A Zöldfoki-szigetek többi tagjához hasonlóan vulkáni eredetű, területe 35 négyzetkilométer. Legmagasabb pontja 395 méterre emelkedik a tenger színe fölé.

## Története
122 millió évvel ezelőtt keletkezett, a kréta korban. Az utolsó jégkorszakban az alacsonyabb tengerszint miatt összefüggésben állt a Zöldfoki-szigetek több más nagyobb szigetével.
A lakatlan szigetet 1462-ben fedezték fel, Szent Lúcia napján, erről kapta a nevét. Tartósan soha nem kolonizálták. A 18. században a környező szigetekről érkezőkből kialakult rajta egy kis mezőgazdasági közösség, de az 1830-as években a sivatagosodás miatt lakói elhagyták. Ezután remeték lakhelye volt, illetve időnként pásztorok legeltettek itt. A 21. században a környező szigetek halászai látogatják a sziget vizeit.
Különleges növényei és állatai miatt 2003-ban természetvédelmi területté (Reserva Natural de Santa Luzia) nyilvánították, majd 2016-ban a Zöld-foki szigetek javaslatára felkerült a világörökség javaslati listájára.

## Fekvése

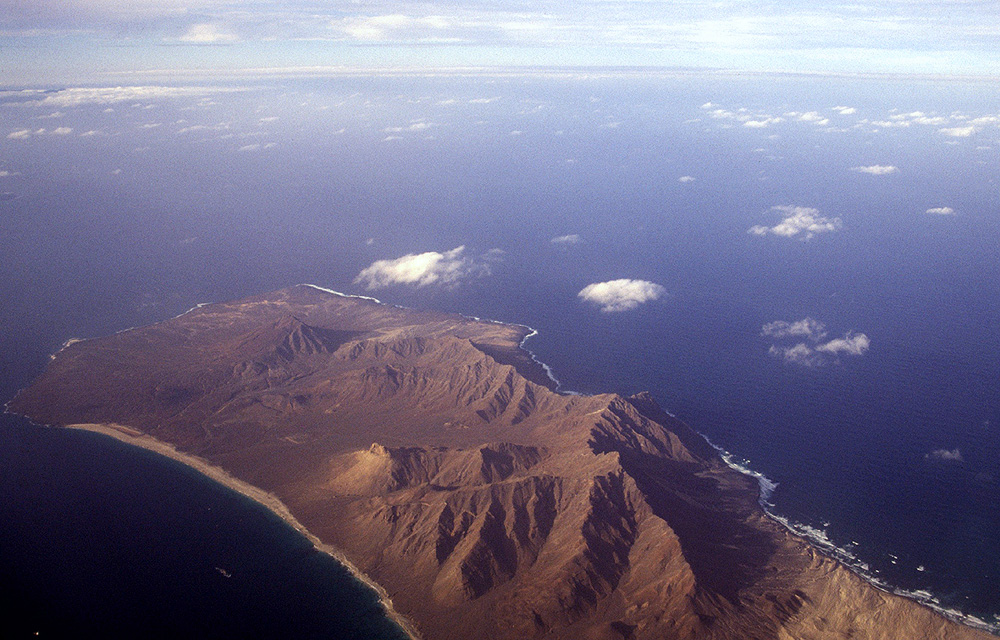
Légifelvétel a sziget északi részéről, 1999

Az északi, Barlavento szigetcsoport tagja. Legközelebbi szomszédja a São Vicente-sziget mintegy 9 km-re nyugat-északnyugatra.